# Vincenzo Balzani

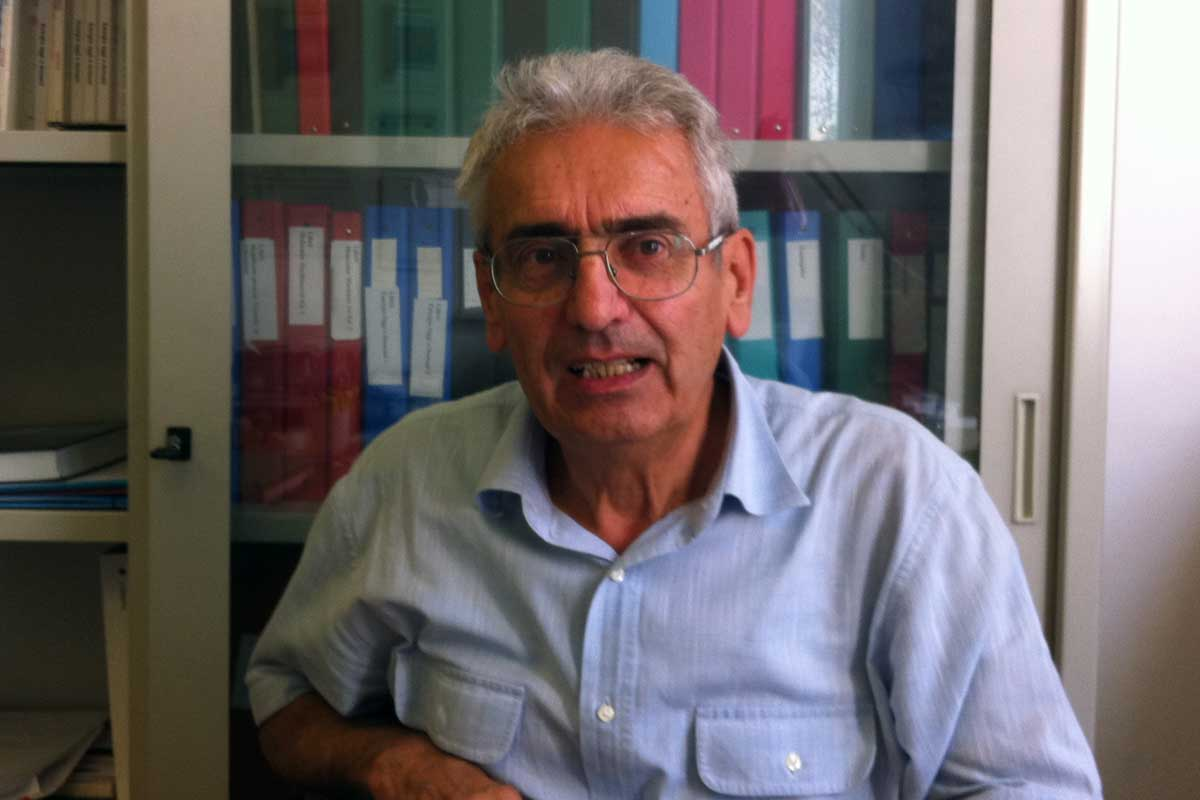
Vincenzo Balzani 2011

Vincenzo Balzani (* 15. November 1936 in Forlimpopoli, Emilia-Romagna) ist ein italienischer Chemiker und emeritierter Hochschullehrer der Universität Bologna. Mit Stand 2011 hatte er mehr als 550 Publikationen in wissenschaftlichen Fachzeitschriften verfasst oder als Co-Autor mitverfasst. Er zählte 2015 zu den 100 am meisten zitierten Chemikern der Welt und besaß einen h-Index von 101, womit er gemeinsam mit Fabrizio Palla auf Platz 35 der führenden italienischen Wissenschaftler gelistet war. Stand Oktober 2022 gibt Google Scholar einen h-Index von 124 an, die Datenbank Scopus einen von 105.

## Akademische Laufbahn
Balzani studierte Chemie an der Universität Bologna und promovierte 1960 cum laude. Nach mehreren Jahren als Assistant bzw. Associate Professor an den Hochschulen Bologna und Ferrara wurde er 1973 ordentlicher Professor in Bologna. 2010 wurde er dort emeritiert. Er war überdies Gastprofessor an verschiedenen Hochschulen, u. a. der University of British Columbia, der Universität Straßburg und der Universität Bordeaux.
Zu seinen Forschungsschwerpunkten zählen u. a. die Photochemie, die Photophysik und die Supramolekulare Chemie. Zudem beschäftigte sich Balzani mit Elektronentransfer-Reaktionen, molekularer Nanotechnologie und photochemischer Solarenergiewandlung.
Dazu war er Leiter verschiedener Institute und Forschungseinrichtungen. Unter anderem war er von 1977 bis 1988 war der Direktor des Instituts für Photochemie und Strahlenchemie (FRAE) in Bologna und von 1981 bis 1998 Leiter des Zentrums für photochemische Wandlung der Solarenergie in Bologna. Er ist Fellow unter anderem der American Association for the Advancement of Science, der Royal Society of Chemistry, Mitglied der Academia Europaea und der Accademia Nazionale dei Lincei.
Er war zudem im Editorial Board verschiedener Fachzeitschriften aktiv, unter anderem für Chemistry – A European Journal, ChemPhysChem, Small und ChemSusChem.

## Auszeichnungen
Für seine wissenschaftlichen Leistungen wurde Balzani vielfach ausgezeichnet. Eine Auflistung ist hier zu finden. Unter anderem wurde ihm 1992 der Accademia dei Lincei Award und 2009 die Blaise-Pascal-Medaille verliehen. Er ist zudem seit 1989 Ehrendoktor der Universität Freiburg in der Schweiz. Im Jahr 2013 wurde ihm von der Fachzeitschrift Nature der Nature Award für Mentoring in der Wissenschaft für sein Lebenswerk verliehen. 2017 wurde ihm in Paris der Grand Prix 2016 de la Fondation de la Maison de la Chimie verliehen. 2019 erhielt er den Primo-Levi-Preis von Gesellschaft Deutscher Chemiker und Società Chimica Italiana.
Zu Balzanis 85. Geburtstag im November 2021 publizierte die wissenschaftliche Fachzeitschrift Chemistry – A European Journal zusammen mit der Photochemiegruppe der Universität Bologna eine Festschrift in Form einer Sonderausgabe, um „diesen großen Chemiker, seine hervorragende wissenschaftliche Tätigkeit und sein großes Engagement für die gesellschaftlichen Aspekte der Wissenschaft“ zu würdigen.

## Publikationen (Auswahl)

### Monographien
- mit V. Carassiti: Photochemistry of Coordination Compounds, Academic Press, London 1970, ISBN 978-0-12-077250-6.
- mit Franco Scandola: Supramolecular Photochemistry, Horwood, Chichester 1991,, ISBN 978-0-13-877531-5.
- mit Nicola Armaroli: Energia oggi e domani. Prospettive, sfide, speranze, Bononia University Press, 2004, ISBN 88-7395-093-0.
- mit Alberto Credi und Margherita Venturi: Molecular Devices and Machines. A Journey into the Nano World, (2. Auflage) Wiley-VCH, Weinheim 2008, ISBN 978-3-527-31800-1.
- mit Nicola Armaroli: Energy for a Sustainable World – From the Oil Age to a Sun-Powered Future, Wiley-VCH 2011, ISBN 978-3-527-32540-5.
- mit Nicola Armaroli und Nick Serpone: Powering Planet Earth – Energy Solutions for the Future, Wiley-VCH 2013, ISBN 978-3-527-33409-4.
- mit Paola Ceroni und Alberto Juris: Photochemistry and Photophysics – Concepts, Research, Applications, Wiley-VCH 2014, ISBN 978-3-527-33479-7.
- mit Margherita Venturi und Nick Serpone: Reading and Writing the Book of Nature, Royal Society of Chemistry 2015, ISBN 978-1-78262-002-0.
- mit Nicola Armaroli: Energia per l’Astronave Terra - L'era delle rinnovabili. 3. Auflage, Zanichelli 2017, ISBN 978-88-08-52087-6.

### Beiträge in wissenschaftlichen Fachzeitschriften
- Vincenzo Balzani et al.: Ruthenium tris(bipyridine) complexes: Interchange between photons and electrons in molecular-scale devices and machines. In: Coordination Chemistry Reviews. Band 433, 2021, doi:10.1016/j.ccr.2020.213758.
- Nicola Armaroli, Vincenzo Balzani, Solar Electricity and Solar Fuels: Status and Perspectives in the Context of the Energy Transition. In: Chemistry – A European Journal 22, Issue 1, (2016), 32–57, doi:10.1002/chem.201503580.
- Nicola Armaroli, Vincenzo Balzani, Towards an electricity-powered world. In: Energy and Environmental Science 4, (2011), 3193-3222, doi:10.1039/c1ee01249e.
- Nicola Armaroli, Vincenzo Balzani, The Hydrogen Issue. In: ChemSusChem 4, Issue 1, (2011), 21-36, doi:10.1002/cssc.201000182.
- Vincenzo Balzani et al., Photochemical Conversion of Solar Energy. In: ChemSusChem 1, Issue 1-2, (2008), 26-58, doi:10.1002/cssc.200700087.
- Nicola Armaroli, Vincenzo Balzani, The Future of Energy Supply: Challenges and Opportunities. In: Angewandte Chemie International Edition 46, (2007), 52–66, doi:10.1002/anie.200602373.
- Vincenzo Balzani et al., Artificial Molecular Machines. In: Angewandte Chemie International Edition 39, (2000), 3348-3391, doi:10.1002/1521-3773(20001002)39:19<3348::AID-ANIE3348>3.0.CO;2-X.
- Jovica D. Badjić et al., A Molecular Elevator. In: Science 303, No. 5665, (2004), 1845–1849, doi:10.1126/science.1094791.
- Vincenzo Balzani et al., Molecular Machines. In: Accounts of Chemical Research 31, Issue 7, (1998), 405–414, doi:10.1021/ar970340y.
- Vincenzo Balzani et al., Designing Dendrimers Based on Transition-Metal Complexes. Light-Harvesting Properties and Predetermined Redox Patterns. In: Accounts of Chemical Research 31, Issue 1, (1998), 26–34, doi:10.1021/ar950202d.
- Vincenzo Balzani et al., Luminescent and Redox-Active Polynuclear Transition Metal Complexes. In: Chemical Reviews 96, Issue 2, (1996), 759–834, doi:10.1021/cr941154y.
- Jean-Pierre Sauvage et al., Ruthenium(II) and Osmium(II) Bis(terpyridine) Complexes in Covalently-Linked Multicomponent Systems: Synthesis, Electrochemical Behavior, Absorption Spectra, and Photochemical and Photophysical Properties. In: Chemical Reviews 94, Issue 4, (1994), 993–1019, doi:10.1021/cr00028a006.
- Pier Lucio Anelli, Molecular meccano. 1. [2]Rotaxanes and a [2]catenane made to order. In: Journal of the American Chemical Society 114, Issue 1, (1992), 193–218, doi:10.1021/ja00027a027.
- Vincenzo Balzani, Supramolecular photochemistry. In: Pure and Applied Chemistry 62, Issue 6, (1990), 1099–1102, doi:10.1351/pac199062061099.
- Alberto Juris et al., Ru(II) polypyridine complexes: photophysics, photochemistry, eletrochemistry, and chemiluminescence. In: Coordination Chemistry Reviews 84, (1988), 85–277, doi:10.1016/0010-8545(88)80032-8.